# 第46屆坎城影展
第46屆坎城影展於1993年5月13日至5月24日在法國坎城節慶宮舉辦，開幕片為法國導演安德烈·泰希內執導的《鍾愛一生》，閉幕片則為法國導演菲洛梅納·艾斯波希多執導的《激情佳人》。

## 評審團
- 路易·馬盧：導演。（評審團主席）
- 克勞蒂亞·卡蒂納：演員。
- 茵娜·丘里科娃：演員。
- 茱蒂·戴維斯：演員。
- 阿巴斯·基阿魯斯塔米：導演。
- 艾米尔·庫斯杜力卡：導演。
- 威廉·盧布川斯基（法语：William Lubtchansky）：攝影師。
- 湯姆·盧迪（英语：Tom Luddy）：製作人。
- 蓋瑞·歐德曼：演員。
- 奧古斯托·M·賽布阿（葡萄牙語：Augusto M. Seabra）：影評、樂評。

## 官方單元

### 正式競賽
| 中文片名             | 原文片名                 | 導演                            | 產地                 |
| -------------------- | ------------------------ | ------------------------------- | -------------------- |
| 《咫尺天涯》         | In weiter Ferne, so nah! | 文·溫德斯                       | 德国                 |
| 《霸王別姬》         | 《霸王別姬》             | 陳凱歌                          | 英屬香港（當屆名義） |
| 《異形基地》         | Body Snatchers           | 阿貝爾·費拉拉                   | 美国                 |
| 《破碎公路》         | Broken Highway           | 羅利·麥克·英尼斯                |                      |
| 《玖芭-玖芭》        | Дюба-Дюба                | 阿列杉卓·克凡                   | 俄羅斯               |
| 《怒火風暴》         | Falling Down             | 喬伊·舒麥雪                     | 美国、 法國、 英国   |
| 《蝴蝶》             | Fiorile                  | 保羅·塔維亞尼 維托里奧·塔維亞尼 | 義大利、 法國、 德国 |
| 《超級騙局》         | Frauds                   | 史帝芬·艾略特                   |                      |
| 《朋友》             | Friends                  | 伊琳·普羅克特                   | 南非                 |
| 《山丘之王》         | King of the Hill         | 史蒂芬·索德柏                   | 美国                 |
| 《海岸的男人》       | L'Homme sur les quais    | 拉烏爾·派克                     | 海地、 法國          |
| 《保鑣》             | La scorta                | 瑞奇·托格納茲                   | 義大利               |
| 《沉默的反抗》       | Libera me                | 阿藍·卡瓦利埃                   | 法國                 |
| 《小王子路易》       | Louis, enfant roi        | 罗歇·普朗雄                     | 法國                 |
| 《聖母頌》           | Magnificat               | 普皮·艾瓦帝                     | 義大利               |
| 《馬澤帕》           | Mazeppa                  | 巴塔巴斯                        | 法國                 |
| 《都是男人惹的禍》   | Much Ado About Nothing   | 肯尼斯·布萊納                   | 英国、 美国          |
| 《鍾愛一生》         | Ma saison préférée       | 安德烈·泰希內                   | 法國                 |
| 《赤裸》             | Naked                    | 麥克·李                         | 英国                 |
| 《鋼琴師和她的情人》 | The Piano                | 珍·康萍                         | 新西兰、 法國        |
| 《雨石》             | Raining Stones           | 肯·洛區                         | 英国                 |
| 《戲夢人生》         | 《戲夢人生》             | 侯孝賢                          | 臺灣                 |
| 《狼兄鼠弟》         | Splitting Heirs          | 羅伯特·楊                       | 英国                 |

## 獎項
- 金棕櫚獎：
  - 《霸王別姬》－ 陳凱歌
  - 《鋼琴師和她的情人》－ 珍·康萍
- 評審團大獎：《咫尺天涯》－ 文·溫德斯
- 最佳導演獎：麥克·李 －《赤裸》
- 評審團獎：
  - 《戲夢人生》－ 侯孝賢
  - 《雨石（英语：Raining Stones）》－ 肯·洛區
- 最佳男演員獎：大衛·休里斯 －《赤裸》
- 最佳女演員獎：荷莉·杭特 －《鋼琴師和她的情人》

金攝影機獎
- 金攝影機獎：《青木瓜之味》－ 陳英雄
- 特別提及：《四海姊妹（英语：Friends (1993 film)）》－ 伊琳·普羅克特（英语：Elaine Proctor）

短片金棕櫚獎
- 短片金棕櫚獎：《咖啡與煙III（英语：Coffee and Cigarettes: Somewhere in California）》－ 吉姆·賈木許

### 獨立單位獎項
費比西獎
- 正式競賽單元：《霸王別姬》－ 陳凱歌
- 導演雙週單元：《綁架（匈牙利语：Gyerekgyilkosságok）》－ 伊爾迪科·薩博（匈牙利语：Szabó Ildikó (filmrendező)）

## 外部連結
- 第46屆坎城影展 （页面存档备份，存于）
- 第46屆坎城影展 （页面存档备份，存于）在網路電影資料庫上的資料。